# VISUAL SHOCK Vol. 2.5 CELEBRATION
『VISUAL SHOCK Vol. 2.5 CELEBRATION』（しげき ヴィジュアル・ショック・ヴォリューム・2.5・セレブレーション）は日本のロックバンドXのミュージックビデオ。1990年に発表。

## 概要
「CELEBRATION」のPVと「WEEK END」「ENDLESS RAIN」の日本武道館でのライブ映像が収録されている。

## 収録曲
1. CELEBRATION
2. WEEK END
3. ENDLESS RAIN